# 24 uur van Le Mans 1924

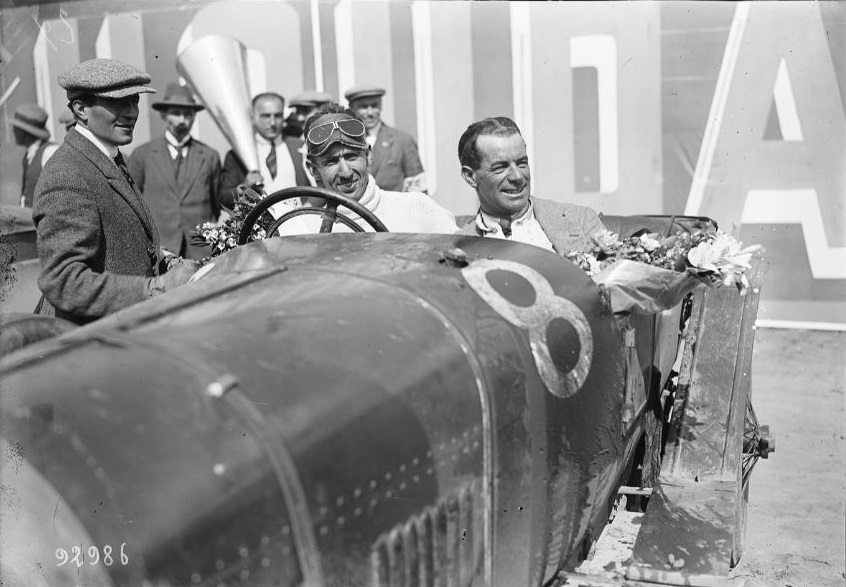
De winnende auto: de Bentley 3 Litre Sport #8.

De 24 uur van Le Mans 1924 was de 2e editie van deze endurancerace. De race werd verreden op 14 en 15 juni 1924 op het Circuit de la Sarthe nabij Le Mans, Frankrijk.
De race werd gewonnen door de Bentley Motors Limited #8 van John Duff en Frank Clement, die allebei hun enige Le Mans-overwinning behaalden. De 5.0-klasse werd gewonnen door de Société Lorraine De Dietrich et Cie #6 van Henri Stoffel en Édouard Brisson. De 2.0-klasse werd gewonnen door de Chenard-Walcker SA #31 van André Pisart en Joseph Chavée. De 1.1-klasse werd gewonnen door de Société des Automobile Ariès #51 van Fernand Gabriel en Henri Lapierre.

## Race
Winnaars in hun klasse zijn vetgedrukt. Er waren dit jaar echter geen officiële onderscheidingen in klassen; deze werden later met terugwerkende kracht ingevoerd. De #38 Chenard-Walcker SA en de #40 Constructions Métallurgiques Usines Alba werden niet geklasseerd omdat deze de door hen vooraf doorgegeven doelafstand niet hadden volbracht. De #10 Établissements Industriels Jacques Bignan werd gediskwalificeerd omdat de brandstof van deze auto te vroeg werd bijgevuld.
| Pos. | Klasse | No. | Team                                               | Coureurs                               | Chassis                           | Motor                        | Banden | Ronden |
| ---- | ------ | --- | -------------------------------------------------- | -------------------------------------- | --------------------------------- | ---------------------------- | ------ | ------ |
| 1    | 3.0    | 8   | Bentley Motors Limited                             | John Duff Frank Clement                | Bentley 3 Litre Sport             | Bentley 3.0L S4              | Rapson | 120    |
| 2    | 5.0    | 6   | Société Lorraine De Dietrich et Cie                | Henri Stoffel Édouard Brisson          | Lorraine-Dietrich B3-6 Sport      | Lorraine-Dietrich 3.5L S6    | M      | 119    |
| 3    | 5.0    | 5   | Société Lorraine De Dietrich et Cie                | Gérard de Courcelles André Rossignol   | Lorraine-Dietrich B3-6 Sport      | Lorraine-Dietrich 3.5L S6    | E      | 119    |
| 4    | 2.0    | 31  | Chenard-Walcker SA                                 | André Pisart Joseph Chavée             | Chenard-Walcker Type TT 10/12CV   | Chenard et Walcker 1973cc S4 | M      | 111    |
| 5    | 2.0    | 30  | Chenard-Walcker SA                                 | Christian Dauvergne Manso de Zúñiga    | Chenard-Walcker Type TT 10/12CV   | Chenard et Walcker 1973cc S4 | M      | 109    |
| 6    | 2.0    | 17  | Établissements Automobiles Rolland et Pilain SA    | Gaston Delalande Georges Guignard      | Rolland-Pilain C23 Sport          | Rolland-Pilain 1997cc S4     | M      | 107    |
| 7    | 3.0    | 15  | Société des Automobiles Brasier                    | Eugéne Verpault Marcel Delabarre       | Brasier TB4                       | Brasier 2.1L S4              | D      | 112    |
| 8    | 3.0    | 16  | Société des Automobiles Brasier                    | Migeot Léopold Jouguet                 | Brasier TB4                       | Brasier 2.1L S4              | D      | 105    |
| 9    | 2.0    | 19  | Établissements Automobiles Rolland et Pilain SA    | Louis Sire Louis Tremel                | Rolland-Pilain C23 Sport          | Rolland-Pilain 1997cc S4     | M      | 104    |
| 10   | 2.0    | 28  | Établissements Industriels Jacques Bignan          | Raymond de Tornaco Francis Barthélémy  | Bignan 2 Litre Sport              | Bignan 1979cc S4             | E      | 102    |
| 11   | 1.1    | 51  | Société des Automobile Ariès                       | Fernand Gabriel Henri Lapierre         | Ariès CC4                         | Ariès 1085cc S4              | M      | 91     |
| 12   | 1.1    | 46  | Société des Automobiles à Refroidissements par Air | André Marandet Louis Francois          | SARA ATS 7CV                      | SARA 1099cc S4               | E      | 89     |
| 13   | 1.1    | 50  | Société des Automobile Ariès                       | Louis Rigal Roger Delano               | Ariès CC2 Sport                   | Ariès 1085cc S4              | M      | 89     |
| 14   | 1.1    | 52  | Société Nouvelle de l’Automobile Amilcar           | Maurice Boutmy Jérôme Marcandanti      | Amilcar CV                        | Amilcar 1004cc S4            | M      | 87     |
| NC   | 1.5    | 38  | Chenard-Walcker SA                                 | Pierre Bacqueyrisses Georges Delaroche | Chenard-Walcker Type Y 9CV        | Chenard-Walcker 1496cc.S4    | M      | 84     |
| NC   | 1.5    | 40  | Constructions Métallurgiques Usines Alba           | Raoul Roret Bruno Calise               | Alba S4 10/12CV                   | SCAP 1481cc S4               | D      | 79     |
| DNF  | 5.0    | 4   | Société Lorraine De Dietrich et Cie                | Robert Bloch Stalter                   | Lorraine-Dietrich B3-6 Sport      | Lorraine-Dietrich 3.5L S6    | M      | 112    |
| DNF  | 2.0    | 29  | Établissements Industriels Jacques Bignan          | René Marie Henri Springuel             | Bignan 2 Litre Sport              | Bignan 1979cc S4             | E      | 88     |
| DNF  | 1.5    | 37  | Chenard-Walcker SA                                 | Robert Sénéchal Raymond Glaszmann      | Chenard-Walcker Type Y 9CV        | Chenard-Walcker 1496cc.S4    | M      | 83     |
| DNF  | 1.1    | 45  | Société des Automobiles à Refroidissements par Air | Lucien Erb Léon Fabert                 | SARA ATS 7CV                      | SARA 1098cc S4               | E      | 82     |
| DNF  | 1.1    | 47  | Société des Automobiles à Refroidissements par Air | Julio de Ségovia Alcain                | SARA ATS 7CV                      | SARA 1098cc S4               | E      | 80     |
| DNF  | 3.0    | 7   | Société des Automobile Ariès                       | Robert Laly Charles Flohot             | Ariès Type S GP                   | Ariès 3.2L S4                | M      | 64     |
| DNF  | 2.0    | 20  | Établissements Automobiles Rolland et Pilain SA    | Gérard Marinier Antoine Dubreil        | Rolland-Pilain C23 Sport          | Rolland-Pilain 1997cc S4     | M      | 60     |
| DNF  | 2.0    | 32  | Georges et René Pol                                | Louis Henry Jean Vaurez                | GRP 9CV                           | G.R.P. 1690cc S4             | M      | 59     |
| DNF  | 1.5    | 43  | Société Française des Automobiles Corre            | Paul Drouin Louis Balart               | Corre La Licorne V16 10CV Sport   | SCAP 1481cc S4               | M      | 58     |
| DNF  | 2.0    | 27  | Automobiles Georges Irat                           | Jean Dourianou Pierre Malleveau        | Georges Irat Type 4A Sport        | Georges Irat 2.0L S4         | M      | 42     |
| DNF  | 2.0    | 23  | Établissements Charles Montier et Cie              | Charles Montier Albert Ouriou          | Ford-Montier Speciale             | Ford 1996cc S4               | E      | 40     |
| DNF  | 5.0    | 3   | Chenard-Walcker SA                                 | André Lagache René Léonard             | Chenard-Walcker Type U 22CV Sport | Chenard-Walcker 3.9L S8      | M      | 26     |
| DNF  | 1.1    | 49  | Automobiles Majola                                 | Charles Follot Fernand Casellini       | Majola Type A                     | Majola 1088cc S4             | D      | 22     |
| DNF  | 2.0    | 18  | Établissements Automobiles Rolland et Pilain SA    | Jean de Marguenat René Gaudin          | Rolland-Pilain C23 Sport          | Rolland-Pilain 1997cc S4     | M      | 18     |
| DNF  | 1.1    | 48  | Société Nouvelle de l’Automobile Amilcar           | André Morel Marius Mestivier           | Amilcar CGS                       | Amilcar 1089cc S4            | E      | 13     |
| DNF  | 1.5    | 33  | Louis Chenard                                      | Louis Chenard Émile Chenard            | Louis Chenard Type E              | Chapuis-Dornier 1496cc S4    | E      | 13     |
| DNF  | 2.0    | 25  | Automobiles Oméga-Six                              | Marcel Mongin Roland Coty              | Oméga-Six Type A                  | Oméga 1996cc S6              | M      | 11     |
| DNF  | 3.0    | 11  | Établissements Industriels Jacques Bignan          | Jacques Ledure Jean Matthys            | Bignan 3 Litre Sport              | Bignan 3.0L S6               | E      | 10     |
| DNF  | 2.0    | 24  | Automobiles Oméga-Six                              | Jacques Margueritte Louis Bonne        | Oméga-Six Type A                  | Oméga 1996cc S6              | M      | 9      |
| DSQ  | 3.0    | 10  | Établissements Industriels Jacques Bignan          | Philippe de Marne Jean Martin          | Bignan 3 Litre Sport              | Bignan 3.0L SI6              | E      | 8      |
| DNF  | 3.0    | 9   | Chenard-Walcker SA                                 | Raoul Bachmann Fernand Bachmann        | Chenard-Walcker Type U 15CV Sport | Chenard-Walcker 3.0L S4      | M      | 6      |
| DNF  | 1.5    | 44  | Société Française des Automobiles Corre            | Fernand Vallon Joseph Paul             | Corre La Licorne V16 10CV Sport   | SCAP 1481cc S4               | M      | 5      |
| DNF  | 1.5    | 42  | Société Française des Automobiles Corre            | Albert Colomb Waldemar Lestienne       | Corre La Licorne V16 10CV Sport   | SCAP 1481cc S4               | M      | 3      |
| DNF  | 3.0    | 12  | Société des Automobile Ariès                       | Arthur Duray Giulio Foresti            | Ariès Type S GP                   | Ariès 3.0L S4                | M      | 3      |
| DNF  | 1.5    | 41  | Constructions Métallurgiques Usines Alba           | Hatton Dreux                           | Alba S4 10/12CV                   | SCAP 1481cc S4               | D      | 1      |
| DNS  | 2.0    | 26  | Automobiles Georges Irat                           | Maurice Rost Jean Lassalle             | Georges Irat Type 4A Sport        | Georges Irat 2.0L S4         | ?      | 0      |
| DNA  | 8.0    | 1   | Automobiles Delage SA                              |                                        | Delage GL                         | Delage 6.0L S6               | ?      | 0      |
| DNA  | 3.0    | 2   | Automobiles Delage SA                              |                                        | Delage GL                         | Delage 6.0L S6               | ?      | 0      |
| DNA  | 3.0    | 13  | Sunbeam Car Company                                | Kenelm Lee Guinness                    | Sunbeam 3 Litre Super Sports      | Sunbeam 2.9L S6              | ?      | 0      |
| DNA  | 3.0    | 14  | Sunbeam Car Company                                | Dario Resta                            | Sunbeam 3 Litre Super Sports      | Sunbeam 2.9L S6              | ?      | 0      |
| DNA  | 2.0    | 21  | Automobiles Ettore Bugatti                         |                                        | Bugatti Type 30                   | Bugatti 1997cc S8            | ?      | 0      |
| DNA  | 2.0    | 22  | Automobiles Ettore Bugatti                         |                                        | Bugatti Type 30                   | Bugatti 1997cc S8            | ?      | 0      |
| DNA  | 1.5    | 34  | Automobiles Ettore Bugatti                         |                                        | Bugatti T22                       | Bugatti 1496cc S4            | ?      | 0      |
| DNA  | 1.5    | 35  | Automobiles Ettore Bugatti                         |                                        | Bugatti T22                       | Bugatti 1496cc S4            | ?      | 0      |
| DNA  | 1.5    | 36  | Automobiles Ettore Bugatti                         |                                        | Bugatti T22                       | Bugatti 1496cc S4            | ?      | 0      |
| DNA  | 1.5    | 39  | Automobiles La Perle                               |                                        | La Perle 10CV                     | Bignan 1493cc S4             | ?      | 0      |

1923 · 1924 · 1925 · 1926 · 1927 · 1928 · 1929 · 1930 · 1931 · 1932 · 1933 · 1934 · 1935 · 1936 · 1937 · 1938 · 1939 · 1940 - 1948 · 1949 · 1950 · 1951 · 1952 · 1953 · 1954 · 1955 (Ramp) · 1956 · 1957 · 1958 · 1959 · 1960 · 1961 · 1962 · 1963 · 1964 · 1965 · 1966 · 1967 · 1968 · 1969 · 1970 · 1971 · 1972 · 1973 · 1974 · 1975 · 1976 · 1977 · 1978 · 1979 · 1980 · 1981 · 1982 · 1983 · 1984 · 1985 · 1986 · 1987 · 1988 · 1989 · 1990 · 1991 · 1992 · 1993 · 1994 · 1995 · 1996 · 1997 · 1998 · 1999 · 2000 · 2001 · 2002 · 2003 · 2004 · 2005 · 2006 · 2007 · 2008 · 2009 · 2010 · 2011 · 2012 · 2013 · 2014 · 2015 · 2016 · 2017 · 2018 · 2019 · 2020 · 2021 · 2022 · 2023 · 2024